# Roberto Conti
Roberto Conti (Faenza, 16 december 1964) is een voormalig Italiaans wielrenner. Conti was beroepswielrenner van 1986 tot 2003. Hij was een klimmer en een dichte vriend van Marco Pantani. 

## Carrière
In 1987 viel Conti als tweedejaars prof op door zijn 15e plaats in de Giro d'Italia. Hij werd dat jaar uitgeroepen tot beste jongere. Hij eindigde diverse malen in de top tien van het eindklassement van de Giro. In 1994 won Conti in de Ronde van Frankrijk de etappe naar L'Alpe d'Huez. Hij eindigde dat jaar als 6de in het eindklassement van de Tour. Een groot deel van zijn loopbaan fungeerde Conti als meesterknecht, onder meer voor Marco Pantani en Pavel Tonkov.

## Overwinningen
1994
- 16e etappe Tour de France

1999
- Ronde van Romagna

## Resultaten in voornaamste wedstrijden
| Jaar | Ronde van Italië | Ronde van Frankrijk | Ronde van Spanje |
| ---- | ---------------- | ------------------- | ---------------- |
| 1987 | 15e              |                     |                  |
| 1988 | 33e              |                     |                  |
| 1989 | 12e              |                     |                  |
| 1990 | 29e              | 18e                 |                  |
| 1991 | 42e              | 29e                 |                  |
| 1992 | 9e               | 84e                 |                  |
| 1993 | opgave           | 14e                 |                  |
| 1994 | 19e              | 6e (1)              |                  |
| 1995 | 89e              | opgave              |                  |
| 1996 | opgave           |                     |                  |
| 1997 | 18e              | 10e                 |                  |
| 1998 | 29e              | 60e                 |                  |
| 1999 |                  | opgave              |                  |
| 2000 | 44e              | 16e                 |                  |
| 2001 | 55e              |                     | 23e              |
| 2002 | 79e              |                     |                  |
| 2003 | 56e              |                     |                  |

| Jaar | Milaan-San Remo | Ronde van Lombardije |
| ---- | --------------- | -------------------- |
| 1987 | 153e            |                      |
| 1988 |                 |                      |
| 1989 |                 |                      |
| 1990 |                 |                      |
| 1991 |                 |                      |
| 1992 |                 |                      |
| 1993 |                 |                      |
| 1994 |                 |                      |
| 1995 |                 |                      |
| 1996 |                 |                      |
| 1997 |                 |                      |
| 1998 |                 |                      |
| 1999 |                 | 45e                  |
| 2000 |                 |                      |
| 2001 |                 |                      |
| 2002 |                 |                      |
| 2003 |                 |                      |